# Roeser
Roeser (luxembourgsk: Réiser) er en kommune og et byområde i storhertugdømmet Luxembourg. Kommunen, som har et areal på 23,80 km², ligger i kantonen Esch-sur-Alzette i distriktet Luxembourg. I 2005 havde kommunen 4.714 indbyggere. 